# Хелмяг
Хелмяг (рум. Hălmeag) — село у повіті Брашов в Румунії. Входить до складу комуни Шеркая.
Село розташоване на відстані 175 км на північний захід від Бухареста, 43 км на північний захід від Брашова.

## Населення
За даними перепису населення 2002 року у селі проживали 562 особи.
Національний склад населення села:
| Національність | Кількість осіб | Відсоток |
| -------------- | -------------- | -------- |
| румуни         | 312            | 55,5%    |
| угорці         | 213            | 37,9%    |
| цигани         | 37             | 6,6%     |

Рідною мовою назвали:
| Мова      | Кількість осіб | Відсоток |
| --------- | -------------- | -------- |
| румунська | 345            | 61,4%    |
| угорська  | 217            | 38,6%    |